# Maria Anzbach
Maria Anzbach osztrák mezőváros Alsó-Ausztria St. Pölten-i járásában. 2024 januárjában 3276 lakosa volt. 

## Elhelyezkedése

Maria Anzbach a Sankt Pölten-i járásban

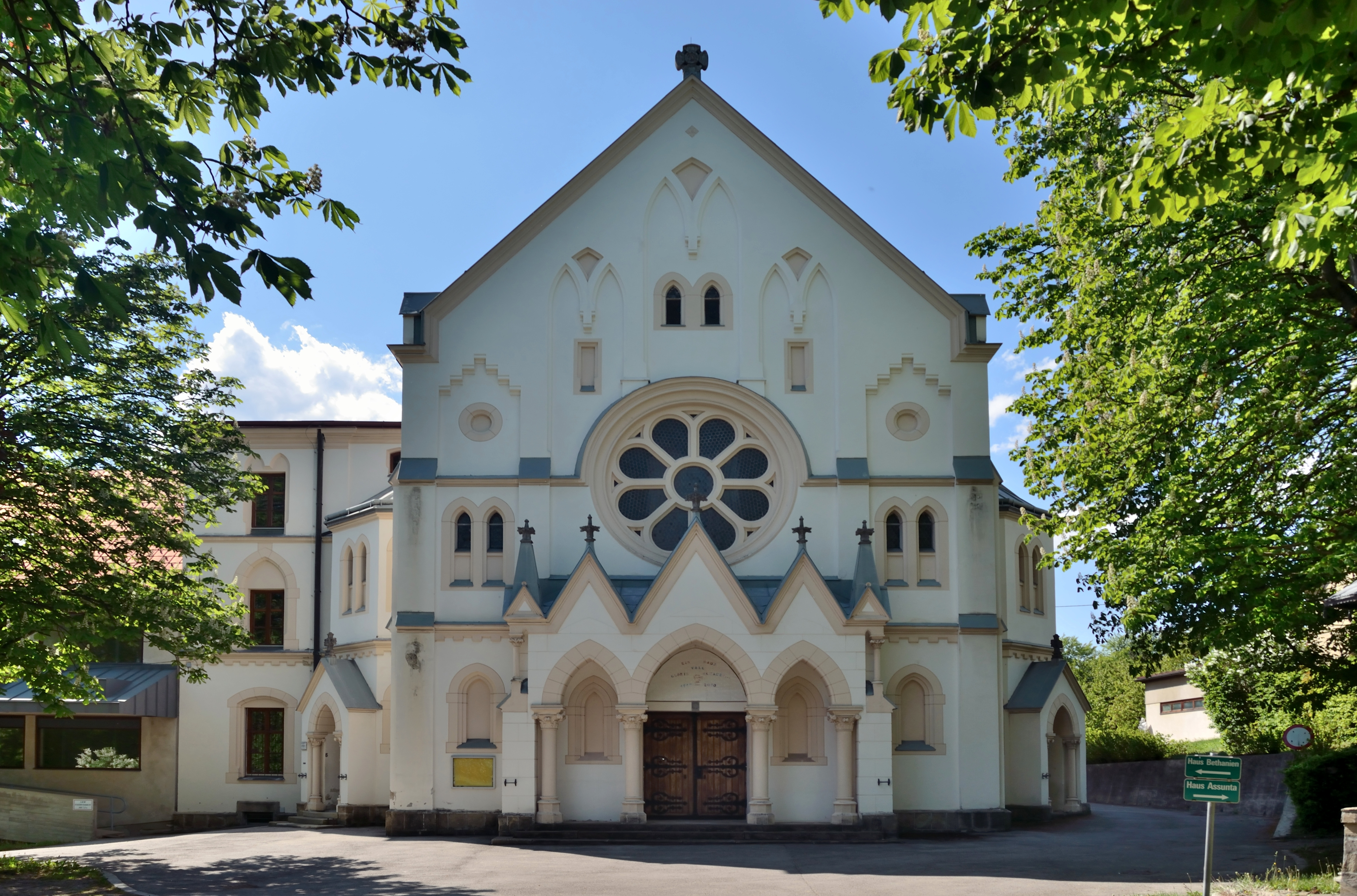
Az Annunziata-kolostor

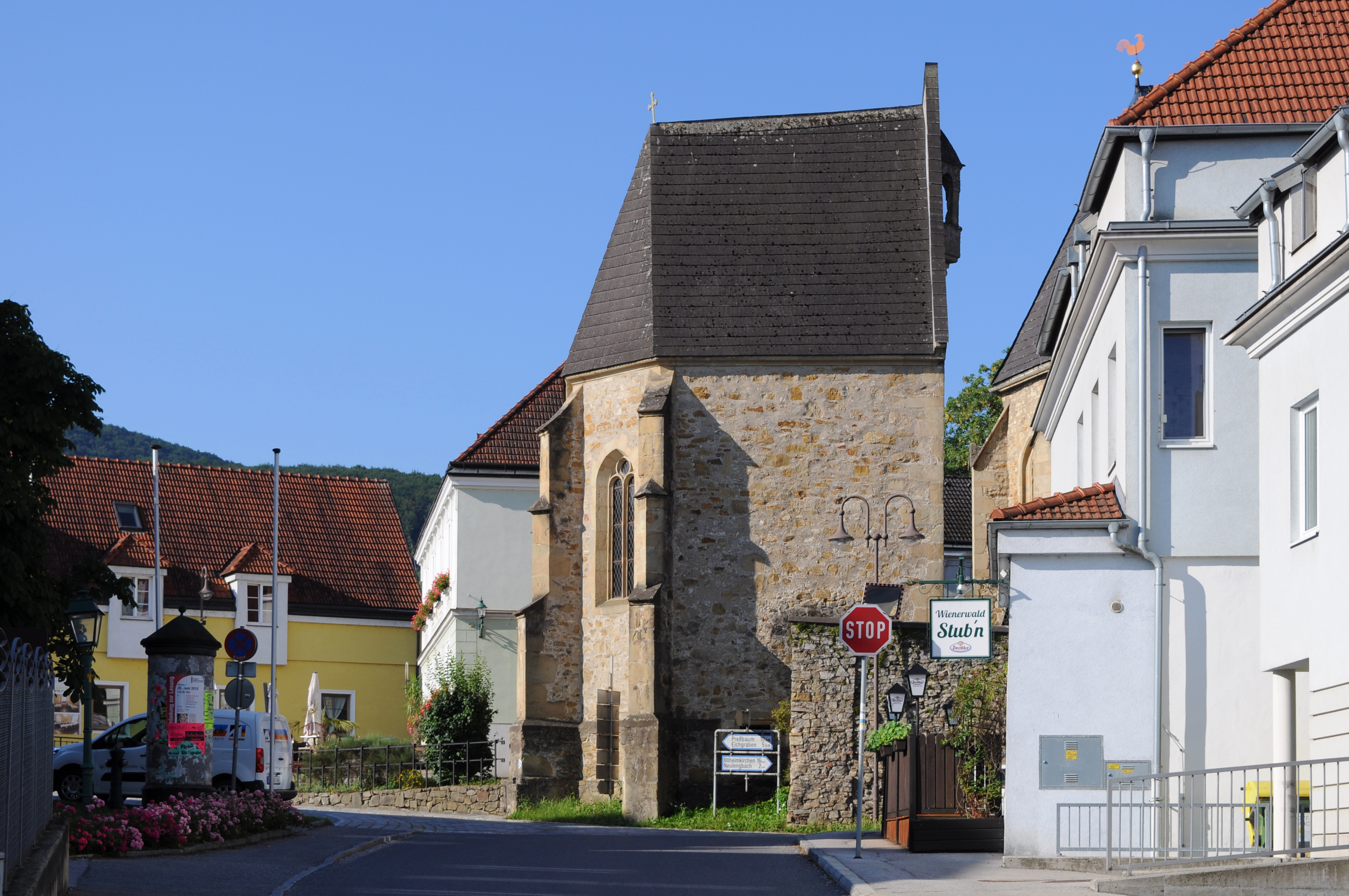
A Szt. Márton-kápolna

Asperhofen a tartomány Mostviertel régiójában fekszik, a Bécsi-erdő nyugati határán, az Anzbach folyó mentén. Legmagasabb pontja a Kohlreithberg (516 m). Területének 36%-a erdő, 48,2% áll mezőgazdasági művelés alatt. Az önkormányzat 16 települést egyesít: Burgstall (148 lakos 2024-ben), Furth (86), Götzwiesen (90), Groß Raßberg (249), Gschwendt (54), Hof (14), Hofstatt am Anzbach (256), Klein Weinberg (10), Knagg (41), Meierhöfen (235), Maria Anzbach (1588), Oed (51), Pameth (11), Unter Oberndorf (414), Winkl (7) és Winten (22).  
A környező önkormányzatok: északkeletre Asperhofen, délkeletre Eichgraben, délnyugatra Altlengbach, északnyugatra Neulengbach.

## Története
Maria Anzbach környékén ősi települések nyomai találhatók: A Buchbergen bronzkori sáncot (i. e. 1200-800) tártak fel, amelyre középkorban földvárat építettek. 
Első említése 998-ból származik, amikor III. Ottó császár egy bizonyos Engelrichnek adományozta. Neve 1933-ig Anzbach volt. A település 1203-ban a Lengbach családhoz került, majd házasság révén a Wallseek örökölték. A 13. század második felében valdensek jelentek meg a régióban, Neumaister nevű püspökük 50 évig Anzbachban székelt, majd 1312-ben Kremsben eretnekként máglyán elégették. 1491-ben már mezővárosként említik Anzbachot. Bécs első, 1529-es török ostromakor kifosztották, temploma részben elpusztult. 1549-ben a birtokot elzálogosították a neulengbachi uradalomnak és a mezővárosi jogokat át kellett engednie Neulengbachnak. 1600 körül véglegesen a neulengbachi Khuen bárók tulajdonába került. A templomot 1629-ben Maria Magdalena Khuen bárónő rendbehozatta és megerődítette. Bécs 1683-as török ostromakor is feldúlták, az uradalmi malmok és a sörfőzde leégett.
A 19. század második felében a kirándulni, üdülni vágyó bécsiek felfedezték Anzbachot, amit elősegített az Erzsébet császárné-vasút (ma Westbahn) 1859-es megépítése. 1933-ban a községet ismét mezővárosi rangra emelték és egyúttal nevét kiegészítették a Maria szóval, hogy hangsúlyozzák zarándokhelyének jelentőségét.
Szűz Máriának, az Irgalom anyjának szentelt temploma a 17. századtól lett zarándokhely, amikor Szűz Mária-képe állítólag kétszer is csodát tett: az 1679-es pestisjárvány idején meggyógyította a betegeket, 1683-ban pedig a törökök nem tudták felgyújtani a templomot. 

## Lakosság
A Maria Anzbach-i önkormányzat területén 2024 januárjában 3276 fő élt. Lakosságszáma 1971 óta gyarapodó tendenciát mutat. 2022-ben az ittlakók 89,3%-a volt osztrák állampolgár; a külföldiek közül 3,2% a régi (2004 előtti), 3,1% az új EU-tagállamokból érkezett. 1,4% a volt Jugoszlávia (Horvátország és Szlovénia kivételével) vagy Törökország; 3% egyéb ország polgára volt. 2001-ben a lakosok 76,8%-a római katolikusnak, 4% evangélikusnak, 1,1% ortodoxnak, 1% mohamedánnak, 14,6% pedig felekezeten kívülinek vallotta magát. Ugyanekkor 16 magyar élt a mezővárosban; a legnagyobb nemzetiségi csoportot a németek (93,7%) mellett a szerbek alkották 1,4%-kal. 
A népesség változása:

| 2016 | 3 012 |
| 2018 | 3 055 |

## Látnivalók
- az Irgalom anyja plébánia- és kegytemplom; mellette található a Szt. Márton-kápolna
- a volt Annunziata-kolostor
- a helytörténeti múzeum (volt Schönbeck-malom)
- A Buchberg kilátója

## Fordítás
- Ez a szócikk részben vagy egészben  a   Maria Anzbach című német Wikipédia-szócikk ezen változatának fordításán alapul.  Az eredeti cikk szerkesztőit annak laptörténete sorolja fel. Ez a jelzés csupán a megfogalmazás eredetét és a szerzői jogokat jelzi, nem szolgál a cikkben szereplő információk forrásmegjelöléseként.